# Boyant Roger
Boyant Roger ou frère Roger est le supérieur intérimaire de la congrégation de L'Hospital de Saint-Jean de Jérusalem de 1121 ou 1122 à 1123.

## Biographie
Nous possédons peu de traces de son rectorat mais nous pouvons citer une donation en 1120, d'un certain Attone, comte des Abruzzes, qui donne des biens appartenant maintenant à la commanderie de Fermo en récompense de la manière dont le comte avait été reçu par les frères hospitaliers. Nous avons également la trace de biens acquis dans les villes de Bethléem, Antioche, Margat, Saint-Jean d'Acre, Alexandrie et Constantinople ainsi qu'en Syrie et d'autres régions de l'Est.

## Sources bibliographiques
- John Edward Critien, Cronologia de i Gran Maestri dello spedale della Sacra Religione Militare di S. Gio. Gerosolimitano e dell'Ordine del Santo Sepolcro oggi detti di Malta, Malte, Midsea Books, 2005